# الخداشي (السوادية)

تعديل مصدري - تعديل

الخداشي هي إحدى قرى عزلة الحراتيك بمديرية السوادية التابعة لمحافظة البيضاء، بلغ تعداد سكانها 135 نسمة حسب تعداد اليمن لعام 2004.